# Gonzalo Morales (futbolista)
Gonzalo Javier Morales (Córdoba, Argentina; 4 de marzo de 2003) es un futbolista argentino. Juega como delantero y su primer equipo fue Boca Juniors. Actualmente milita en Barracas Central de la Liga Profesional.

## Trayectoria

### Inicios
Nacido en Córdoba, el 3 de abril de 2003, comenzó a jugar al futbol en dicha ciudad desde muy pequeño, precisamente en el club C.D. Atalaya. Ingresó a las divisiones inferiores de Boca Juniors, cabalmente a la novena división, y allí fue escalando hasta llegar a jugar en la reserva del mismo.

### Boca Juniors
En 2021, bajo la gestión de Jorge Amor Ameal y Juan Román Riquelme, firmó su primer contrato con el club con una extensión de vínculo hasta el año 2026. Debutó en Boca el 23 de septiembre de 2022, ingresando a los 38 minutos del segundo tiempo por Óscar Romero, frente a Godoy Cruz.
El 25 de septiembre de 2022, a solo cinco días de su debut, posicionó como titular por primera vez y convirtió su primer tanto profesional frente a Quilmes en los cuartos de final de la Copa Argentina 2022. El 2 de octubre, ingreso en el segundo tiempo frente a Vélez Sarsfield, en el marco del campeonato de Primera División 2022, y marcó su primer gol en La Bombonera, en el partido que terminó 1:0 a favor del Xeneize.

### Unión de Santa Fe
El 11 de agosto de 2023 se convirtió en refuerzo de Unión de Santa Fe, donde firmó a préstamo por 18 meses.

### Barracas Central
Una vez finalizado su préstamo con Unión debía regresar a Boca, pero al no ser tenido en cuenta por el entrenador Fernando Gago fue nuevamente cedido, esta vez a Barracas Central.

## Estadísticas
- Actualizado al 17 de agosto de 2025

### Clubes
| Club                                                                         | Div.                | Temporada           | Liga | Liga | Liga | Copa Nacional(1) | Copa Nacional(1) | Copa Nacional(1) | Copa Internacional(2) | Copa Internacional(2) | Copa Internacional(2) | Total | Total | Total | Total |
| Club                                                                         | Div.                | Temporada           | PJ   | G    | A    | PJ               | G                | A                | PJ                    | G                     | A                     | PJ    | G     | A     | Prom. |
| ---------------------------------------------------------------------------- | ------------------- | ------------------- | ---- | ---- | ---- | ---------------- | ---------------- | ---------------- | --------------------- | --------------------- | --------------------- | ----- | ----- | ----- | ----- |
| Boca Argentina                                                               | 1.ª                 | 2022                | 5    | 1    | 0    | 2                | 1                | 0                | -                     | -                     | -                     | 7     | 2     | 0     | 0,29  |
| Boca Argentina                                                               | 1.ª                 | 2023                | 1    | 0    | 0    | 1                | 0                | 0                | 0                     | 0                     | 0                     | 2     | 0     | 0     | 0,00  |
| Boca Argentina                                                               | Total               | Total               | 6    | 1    | 0    | 3                | 1                | 0                | 0                     | 0                     | 0                     | 9     | 2     | 0     | 0,22  |
| Unión Argentina                                                              | 1.ª                 | 2023                | -    | -    | -    | 14               | 4                | 0                | -                     | -                     | -                     | 14    | 4     | 0     | 0,29  |
| Unión Argentina                                                              | 1.ª                 | 2024                | 19   | 4    | 0    | 10               | 1                | 0                | -                     | -                     | -                     | 29    | 5     | 0     | 0,17  |
| Unión Argentina                                                              | Total               | Total               | 19   | 4    | 0    | 24               | 5                | 0                | -                     | -                     | -                     | 43    | 9     | 0     | 0,21  |
| Barracas Central Argentina                                                   | 1.ª                 | 2025                | 18   | 2    | 0    | 1                | 0                | 0                | -                     | -                     | -                     | 19    | 2     | 0     | 0,11  |
| Barracas Central Argentina                                                   | Total               | Total               | 18   | 2    | 0    | 1                | 0                | 0                | -                     | -                     | -                     | 19    | 2     | 0     | 0,11  |
| Total en su carrera                                                          | Total en su carrera | Total en su carrera | 43   | 7    | 0    | 28               | 6                | 0                | 0                     | 0                     | 0                     | 71    | 13    | 0     | 0,18  |
| (1) Incluye Copa Argentina y Copa de la Liga. (2) Incluye Copa Libertadores. |                     |                     |      |      |      |                  |                  |                  |                       |                       |                       |       |       |       |       |

## Palmarés

### Campeonatos nacionales
| Título              | Club         | País      | Año  |
| ------------------- | ------------ | --------- | ---- |
| Primera División    | Boca Juniors | Argentina | 2022 |
| Supercopa Argentina | Boca Juniors | Argentina | 2022 |